# 聯合國安全理事會第57號決議
聯合國安理會57號決議是1948年9月18日在聯合國安全理事會第358次會議通過的。安理會對調解專員福克·伯納多特伯爵在巴勒斯坦遇刺身亡感到震驚，這項決議為此請求秘書長下令將聯合國旗幟下半旗致哀三天，授權他動用周轉資金治喪，並由主席或其所指排的人員代表安理會出席喪禮。

## 外部連結
- 57號決議全文 （页面存档备份，存于）